# Dolní Radechová
Dolní Radechová település Csehországban, Náchodi járásban. Dolní Radechová Zábrodí, Kramolna, Horní Radechová és Náchod településekkel határos. Lakosainak száma 756 fő (2024. január 1.).

## Népesség
A település lakosságának változását az alábbi diagram mutatja:
| Lakosok száma | 511  | 627  | 830  | 840  | 725  | 675  | 761  | 768  | 747  | 756  |
|               | 1869 | 1890 | 1921 | 1950 | 1980 | 2001 | 2017 | 2019 | 2022 | 2024 |